# داب تايلور
والتر كلارنس "داب" تايلور جونيور Walter Clarence "Dub" Taylor Jr (26 فبراير 1907 - 3 أكتوبر 1994)،  كان ممثلًا أمريكيًا عمل منذ الأربعينيات وحتى التسعينيات في السينما والتلفزيون، غالبًا في أفلام الغرب الأمريكي ولكن أيضًا في الأفلام الكوميدية. وهو والد الممثل والرسام باك تايلور. 
في عام 1939، ظهر في فيلم ترويض الغرب ، حيث ابتكر شخصية كانونبول Cannonball (قذيفة المدفع)، وهو الدور الذي لعبه على مدى السنوات العشر التالية في أكثر من 50 فيلمًا. كان كانونبول صديقًا كوميديًا لـ وايلد بيل إليوت في 13 فيلم. لعب الشخصية في أفلام غربية أخرى من بطولة تشارلز ستاريت، راسل هايدن، تكس ريتر وجيمي واكيلي .توقف تايلور عن أداء شخصية كانونبول لأنه شعر أنه يعيقه عن العمل في الأدوار في الأفلام ذات الميزانيات الأكبر. 
مثل في أدوار صغيرة في عدد من الأفلام الكلاسيكية، بما في ذلك السيد سميث يذهب إلى واشنطن (1939)، ولادة نجم (1954) وهم! (1954).
ظهر في فيلم "العودة إلى المستقبل - الجزء الثالث" (1990) مع الممثلين الغربيين المخضرمين بات باترام وهاري كاري جونيور. وكان آخر دور لتايلور في فيلم مافريك (1994)، وعلى الرغم من أنه لم يكن له سوى ظهور عابر باعتباره "موظف الغرفة" الذي لم يذكر اسمه، يظهر اسمه في أسماء طاقم الفيلم.
توفي تايلور بنوبة قلبية في 3 أكتوبر 1994 في لوس أنجلوس. تم حرق جثته وتناثر رماده بالقرب من قرية ويستليك، كاليفورنيا. 

## روابط خارجية
- داب تايلور في قاعدة بيانات الأفلام على الإنترنت
- Dub Taylor في تيرنر كلاسيك موفيز
- Press Release for "That Guy: The Legacy of Dub Taylor"
- Behind the Scenes of "That Guy: The Legacy of Dub Taylor" على يوتيوب
- "Dub "Cannonball" Taylor tribute by Bobby J. Copeland
- Parker Brothers Gun Company